# Ernst Anton Nicolai
Pour les articles homonymes, voir Nicolai.
Ernst Anton Nicolai, né le 7 septembre 1722 à Sondershausen et mort le 28 août 1802 à Iéna, est un médecin et chimiste allemand. 

## Biographie
Nicolai obtient son doctorat en médecine de l'Université de Halle en 1745, où il a été élève de Johann Heinrich Schulze et de Friedrich Hoffmann. Peu de temps après, il obtient son habilitation en médecine et devient professeur associé en 1748. À Halle, il donne des conférences sur des sujets théoriques dans les domaines de la pathologie, de la physiologie et de la pharmacologie, ainsi que plus tard des conférences cliniques sur les maladies de l'œil et les maladies infantiles,. 
En 1758, Nicolai est nommé professeur de médecine théorique à l'Université d'Iéna. Au cours de l'année suivante, il est nommé professeur de chimie et de médecine clinique à Iéna, poste qu'il occupe jusqu'à sa mort en 1802. En tant que médecin, il est un partisan de la pathologie humorale et de la doctrine du vitalisme. Il était un adepte du concept de monadisme de Gottfried Wilhelm Leibniz, cherchant des solutions aux problèmes médicaux basés sur les points de vue philosophiques de Leibniz,. 

## Publications
Il est l'auteur de nombreux ouvrages publiés en latin et en allemand. 
- 1745 : Die Verbindung der Musik mit der Artzneygelahrheit
- 1746 : Abhandlung Von Der Schönheit Des Menschlichen Körpers
- 1752 : Versuch eines Lehrgebäudes von den Fiebern überhaupt
- 1769 : Pathologie oder Wissenschaft von Krankheiten
- 1789 : Recepte und Kurarten nebst theoretisch-practischen Anmerkungen
- 1820 : Die trefflichsten Recepte und vorzüglichsten Kurarten der besten Aerzte aller Zeiten: mit theoretisch-praktischen Anmerkungen